# Flashback: The Quest for Identity
A Flashback: The Quest for Identity (mely néhány országban csak Flashback címmel jelent meg), ügyességi akciójáték, mely a mára már megszűnt francia Delphine Software által lett fejlesztve, és a U.S. Gold kiadásában jelent meg az Egyesült Államokban és Európában, illetve a Sunsoft hozta forgalomba Japánban. A játék először Commodore Amigára jelent meg 1992-ben (bár eredetileg Mega Drive/Genesis-re készült), majd 1993-ban kiadták MS-DOS-ra, Acorn Archimedes-re, Super NES-re és ebben az évben jelent meg Mega Drive/Genesis-re is. A CD-ROM változatai a Flashback-nek Sega CD-re, 3DO-ra, CD-i-re, MS-DOS-ra, Apple Macintosh-ra és FM Towns-ra 1994-95-ben kerültek forgalomba együtt az Atari Jaguar kártyás változatával.
A Flashback bekerült a Guinness World Records-ba, mint „minden idők legjobban eladott francia játéka”. A Flashback folytatása volt az 1995-ben kiadott Fade to Black című játék. 2013-ban a VectorCell újra kiadta az eredeti játékot felújított grafikával és játékmenettel; ez a változat negatív és vegyes fogadtatásban részesült a kritikusok részéről.
A játék háttereit kézzel rajzolták, a játszható személy, Conrad animációja rotoszkóp-technikával készült, mely teljesen összefüggő mozgást kölcsönzött neki, ez szokatlan volt akkoriban, hasonlóan a korábbi Prince of Persia-hoz. A Flashback rotoszkópos technikája a Prince of Persia-tól függetlenül lett kifejlesztve és egy bonyolultabb módszert használt.
A Flashback-et gyakran nevezték hibásan az Another World folytatásának, melyet szintén a Delphine Software adott ki és Éric Chahi készítette, ugyancsak rotoszkóp technikával.
A játék zenéit két dalt tartalmazó CD-n is kiadták meghosszabbítva és mixelve.
A játék beilleszkedik a cyberpunk műfajba, hisz kormányzati összeesküvések vannak, barátságtalan világnézetek, a kibernetika kiemelése megtalálható ebben az antiutopikus társadalomban.
A játék alaptörténete a Elpusztíthatatlanok (They Live) című filmből lett kiemelve, hisz ebben is az emberek között élő idegenek irányítják az emberi társadalmat, teleportokon közlekednek (szinte teljesen ugyanolyan kinézetűek, mint a játékban láthatóak) és ezek az idegenek is csak bizonyos szemüvegekkel láthatók.

## Történet
|  | Alább a cselekmény részletei következnek! |

A játék a 2142-es évben játszódik, és a ’Galaxia Bureau of Investigation’ Galaktikus Nyomozó Iroda ügynökének, Conrad B. Hart-nak a kalandjait mutatja be, ahogy megpróbálja visszaszerezni az elvesztett memóriáját, hogy megmentse a Földet. Az egyik vizsgálata folyamán, Conrad felfedez egy titkos tervet a Föld elpusztításáról, melyet kormányzati hivatalnoknak álcázott alakváltó idegenek készítettek. Conrad az egyik molekuláris sűrűséget mérő szemüvegével fedezi fel ezeket az alakváltó idegeneket. Ezután feltölti a memóriájának a másolatát a barátjának, Ian-nek és elővigyázatosságból készít magának egy felvételt egy holografikus kockára (holocube) egy üzenettel, hátha kitörlik a memóriáját. Végül bekövetkezik, amitől félt, az idegenek elrabolják és kitörlik a memóriáját. Anélkül, hogy tudná, ki is ő valójában megszökik, de egy dzsungelben reked a Titán holdon.
Conrad hamarosan megtalálja a holokockáját és ennek bekapcsolása után önmagát látja, ahogy tanácsokat ad, hogy menjen el a Titánon található New Washington városba, és ott keresse meg régi barátját Ian-t, aki vissza tudja adni az emlékeit. Útja során találkozik egy sérült, ismeretlen emberrel, aki arra kéri, hogy keresse meg a teleportálóját. Miután megtalálta és visszaadta azt a férfinak az elteleportál, de ott felejti az ID kártyáját 'ID card', melyet Conrad később használni tud. Nem sokkal később egy másik idegen férfitől vásárol egy anti-G övet, hogy bele tudjon ugrani egy nagy lyukba, mely New Washington-ba vezet.
New Washington-ban megtalálja Ian-t, akit éppen két korrupt rendőr próbál megölni. Conrad megöli a rendőröket és ezután Ian használja regenerátort, hogy visszaadja Conrad memóriáját. Conrad megkérdezi Ian-t, hogy mit tegyen, hogy visszajusson a Földre. Ian azt mondja, hogy az út ára nagyon drága és ezért az egyetlen lehetőség ennek a problémának a megoldására, ha indul a Death Tower című TV-s túlélő játékban. Conrad hamis iratokat kér Ian-tól, de Ian azt mondja neki, hogy ebben Jack tud neki segíteni, akit a bárban talál meg. A bárban Jack közli Conrad-dal, hogy ez 1500 pénzegységbe kerül. Conrad szerez egy munkavállalói engedélyt és ezután elvégez néhány legális munkákat az ID kártya segítségével, így elegendő pénzhez jut, hogy megvásárolja a hamis iratokat, amit meg is tesz és így indulni tud a Death Tower című műsorban.
Conrad megnyeri a műsort. Amikor visszajut a Földre, már egy csoport korrupt rendőr várja és megpróbálják megölni. Miután kivédte támadásukat, eljut a 'Paradise Club'-ba, mely valójában az idegenek egyik rejtekhelye a Földön.
A klubban Conrad lát három idegent, akik közül az egyik nincs álcázva. Akik épp arról beszélnek, hogy az idegenek az embereknek adták azt a képességet, hogy elő tudjanak állítani annyi energiát, amire szükségük van ahhoz, hogy az emberiség elpusztítsa végett hamarosan több millió harcosuk tudjon a Földre teleportálni.
Miközben Conrad hallgatózik, leszakad az a szellőzőnyílás rácsa, melyen áll és beesik az idegenek közé. Ekkor a nem álcázott idegen elveszi a fegyverét és börtönbe vetik. Nem sokkal később egy olyan terminátor, melyekkel a Death Tower-ben küzdött már, kinyitja Conrad celláját és megpróbálja megölni őt, de Conrad elfut és megtalálja a fegyverét, mellyel ő öli meg a terminátort.
Végül Conrad megtalálja a teleportot a klubban, ami eljuttatja a nagyon távoli Morphs bolygóra, amely az idegenek otthona. Itt Conrad talál egy Phillip Howard Clark nevű embert, aki be van zárva egy szobába. Amikor Conrad megpróbálja kiszabadítani, akkor kinyílik a cella másik ajtaja és egy idegen meglövi a foglyot. Conrad csak ezután tudja kinyitni az ajtót és megölni az idegent. Mielőtt Phillip meghal, ad egy atomtöltetet Conrad-nak. Nem sokkal később Conrad megtalálja Phillip naplóját, mely észszerű információkkal szolgál a bolygó elpusztításával kapcsolatban.
Conrad hamarosan belép az Irányító Agy 'Master Brain' területre. Egy bizonyos helyen Conrad hallja Phillip hangját, hogy ott helyezze el az atomtöltetet és meneküljön. Conrad meg is teszi ezt. Ekkor elkezdődnek a földrengések és minden kezd összedőlni. Végül egy űrhajóval menekül meg és amikor kilép a Morphs atmoszférájából, felrobban a bolygó. Így végül egyszer s mindenkorra meghiúsította az idegenek terveit.
Végül Conradot láthatjuk, amikor éppen egy üzenetet ír az űrhajó hajónaplójába és ezután lehibernálja magát.
Az űrben játszódó lezáratlan véganimáció nem tudatja velünk azt, hogy valaki megtalálja-e valamikor Conradot.
|  | Itt a vége a cselekmény részletezésének! |

A folytatásban, a Fade to Blackben, Conradot régi ellenségei, a Morphok veszik fel az űrhajóról.

## Különbségek a verziók között
Az MS-DOS verziónak meghosszabbított bevezetője van az Amiga verzióhoz képest. Az összes verzió több rövid átvezető jelenetet (például tárgyak felvétele vagy használata) is tartalmaz. Az Amiga verzióban a felhasználó ki- és bekapcsolhatja ezeknek a jeleneteknek a megtekintését (ámbár bekapcsolva ez időveszteség, amíg az animációk minden egyes alkalommal betöltődnek a lemezről, hacsak a játék nem teljes egészében merevlemezről (H.D.D.) fut). A játék eredetileg 3,5" hajlékonylemezen (3,5"-es floppy lemezen) lett kiadva MS-DOS-ra, a CD-ROM kiadások különböző rendszerekre, úgymint: PC, CD-i, 3DO, Jaguar és Sega CD jelent meg. Ezeket jellemezték az újrakészített átvezető animációk új renderelt 3D-s grafikával, valamint hallható párbeszédek és új hangok, zenék (a SEGA Mega CD-s verziónál CD-s zenék).
Észak-Amerikában a Sega Genesis, Sega CD és Super Nintendo verzióhoz egy Marvel Comics képregény volt a kézikönyvben mellékletként azért, hogy elmagyarázzák a történet kezdeteit. Az európai kiadás Sega Mega Drive-on, Sega Mega CD-n és Super Nintendo-n kihagyta a képregényt, így ezt a játék szöveges bevezetése pótolta.

## Folytatás
A folytatás, név szerint a Fade to Black 1995-ben készült, amelynek teljesen más játékmenete lett, a grafika már 3D-s lett és a játékos által irányított főhőst hátsó nézetből látjuk (third person shooter). Ezek miatt kevert véleményeket hozott a műbírálóktól, akik úgy érezték, hogy túlságosan különbözik az eredeti játéktól.
Ennek a szériának a harmadik része a Flashback Legends, melyet a Delphine Software International és a Adeline Software International fejlesztett, és 2003-ra tervezték kiadni. A Fade to Black-el ellentétben ez ismét 2D-s scroll-ozós (2D side-scroller game) játék lett volna a Flashback-hez hasonlóan. Ez a játék kimondottan Game Boy Advance-re készült.
A játékot visszavonták a társaság csődje miatt, így megszüntették a fejlesztéseket 2002 végén. Egy kezdeleges ROM valahogy kiszivárgott és elterjedt a neten. A játék 16 pályát tartalmazott kisebb működési hibákkal, és egyetlen zene volt az egész játékban. A többnyelvű opció ellenére a bétát csak franciául játszhatják.

## Hasonló software
REminiscence, mely egy engine kiegészítő game engine recreation program, és Gregory Montoir (cyx) által készült.  Az engine elérhető az alábbi rendszerekhez: Microsoft Windows, Linux, Mac OS X, Sega Dreamcast, PlayStation 2, Windows CE, MorphOS, Palm OS, Nintendo DS, PlayStation Portable and GP2X.